# World Aquatics
Pour les articles homonymes, voir Fina.
World Aquatics (marque officielle acquise le 12 décembre 2022,), anciennement Fédération internationale de natation (abrégée FINA), est la fédération sportive internationale chargée de régir les fédérations nationales de natation et d'organiser les compétitions internationales mondiales. Elle a été fondée à Londres le 19 juillet 1908, sur l'initiative des pays participants aux Jeux olympiques de 1908 (Allemagne, Belgique, Danemark, Finlande, France, Grande-Bretagne, Hongrie et Suède), dans le but d'harmoniser les règles de natation et d'organiser une tribune mondiale pour organiser les compétitions.
Outre les courses de natation (discipline officiellement nommée natation course lorsqu'elle a lieu en piscine, ou eau libre en milieu naturel), la FINA s'occupe du plongeon, de la natation artistique et du water-polo.
Depuis l’année 2010, 202 fédérations nationales y sont affiliées.

## Fonction
La FINA a pour rôle de :
- standardiser les règles pour les compétitions de natation en piscine ou en eaux libres, de plongeon, de natation artistique et de water-polo, d'organiser ces compétitions, au niveau mondial et olympique ;
- d'assurer le contrôle des records nouvellement établis et de permettre leur suivi.

## Compétitions
- Omnisports :
  - Créés en 1973, les Championnats du monde de natation se veulent être la principale compétition des sports aquatiques. En effet, dès la première édition organisée à Belgrade, des titres de champion du monde sont décernés dans quatre disciplines : natation sportive, natation synchronisée, plongeon, water polo. Depuis 2001, les championnats du monde sont organisés tous les deux ans.
  - Championnats du monde des maîtres
- Nage en eau libre :
  - Championnats du monde de nage en eau libre (disputés annuellement de façon alternative lors de championnats indépendants et lors des championnats du monde de natation).
  - Coupe du monde de marathon
  - Grand Prix de nage en eau libre
- Natation sportive :
  - Natation aux Jeux olympiques
  - Championnats du monde de natation en petit bassin
  - Championnats du monde de natation juniors
  - Coupe du monde de natation en petit bassin
- Natation synchronisée :
  - Natation synchronisée aux Jeux olympiques
  - Trophée mondial de natation synchronisée
- Plongeon :
  - Plongeon aux Jeux olympiques
  - Championnats du monde de plongeon juniors
  - Coupe du monde de plongeon
  - Grand Prix de plongeon
  - World Series de plongeon
- Water-polo :
  - Water-polo aux Jeux olympiques
  - Championnats du monde de water-polo (organisés dans le cadre des championnats du monde de natation).
  - Coupe du monde de water-polo
  - Ligue mondiale de water-polo
  - Development Trophy

## Organisation
- Président : Husain Al-Musallam

Ancien logo de la Fédération internationale de natation jusqu'en 2022.

- Directeur exécutif : Marcela Saxlund Medvedev[3] (par intérim)
- Directeur général adjoint : Pedro Adrega[3]
- Siège : Chemin de Bellevue 24a/24b, 1005 Lausanne, Suisse
- Anciens présidents

| Présidents de la FINA         | Présidents de la FINA | Présidents de la FINA |
| Nom                           | Pays                  | Mandat                |
| ----------------------------- | --------------------- | --------------------- |
| George Hearn                  | Royaume-Uni           | 1908 – 1924           |
| Erik Bergvall                 | Suède                 | 1924 – 1928           |
| Émile-Georges Drigny          | France                | 1928 – 1932           |
| Walther Binner                | Allemagne             | 1932 – 1936           |
| Harold Fern                   | Royaume-Uni           | 1936 – 1948           |
| Rene de Raeve                 | Belgique              | 1948 – 1952           |
| M.L. Negri                    | Argentine             | 1952 – 1956           |
| Jan de Vries                  | Pays-Bas              | 1956 – 1960           |
| Max Ritter                    | Allemagne             | 1960 – 1964           |
| William Berge Phillips        | Australie             | 1964 – 1968           |
| Javier Ostos Mora             | Mexique               | 1968 – 1972           |
| Harold Henning                | États-Unis            | 1972 – 1976           |
| Javier Ostos Mora (2d mandat) | Mexique               | 1976 – 1980           |
| Ante Lambasa                  | Yougoslavie           | 1980 – 1984           |
| Robert Helmick                | États-Unis            | 1984 – 1988           |
| Mustapha Larfaoui             | Algérie               | 1988 – 2009           |
| Julio Maglione                | Uruguay               | 2009 – 2021           |
| Husain Al-Musallam            | Koweït                | depuis 2021           |

## Membres

Répartition des fédérations nationales par association continentale.
Confédération africaine de natation
Unión Americana de Natación de las Américas
Asia Swimming Federation
Ligue européenne de natation
Oceania Swimming Association

À l'occasion de la réunion du Bureau de la FINA en janvier 2010, la fédération tongienne devient la 202e fédération nationale du globe membre de la Fédération internationale de natation.
Les pays membres sont regroupés au sein de cinq associations continentales :
- Afrique (51) : Confédération africaine de natation (CANA)
- Amérique (41) : Unión Americana de Natación de las Américas (UANA)
- Asie (43) : Asia Swimming Federation (AASF)
- Europe (51) : Ligue européenne de natation (LEN)
- Océanie (16) : Oceania Swimming Association (OSA)